# São Roque (Oliveira de Azeméis)
São Roque es una freguesia portuguesa del concelho de Oliveira de Azeméis, con 7,15 km² de superficie y 5.480 habitantes (2001). Su densidad de población es de 766,4 hab/km².